# 安妮·奥滕布赖特
安妮·奥滕布赖特（英語：Anne Ottenbrite，1966年5月12日—），加拿大女子游泳运动员。她曾代表加拿大参加1984年夏季奥林匹克运动会游泳比赛，获得一枚金牌、一枚银牌和一枚铜牌。